# ناحیه گنسئو، شهرستان هنری، ایلینوی
ناحیه گنسئو (به انگلیسی: Geneseo Township) یک منطقهٔ مسکونی در ایالات متحده آمریکا است که در شهرستان هنری، ایلینوی واقع شده‌است. ناحیه گنسئو ۱۹۶ متر بالاتر از سطح دریا واقع شده‌است.